# Madulain
Madulain ([mɐduˈlaɪ̯n]ⓘ, deutsch und bis 1943 offiziell Madulein) ist eine politische Gemeinde in der Region Maloja des Kantons Graubünden in der Schweiz.

## Geographie

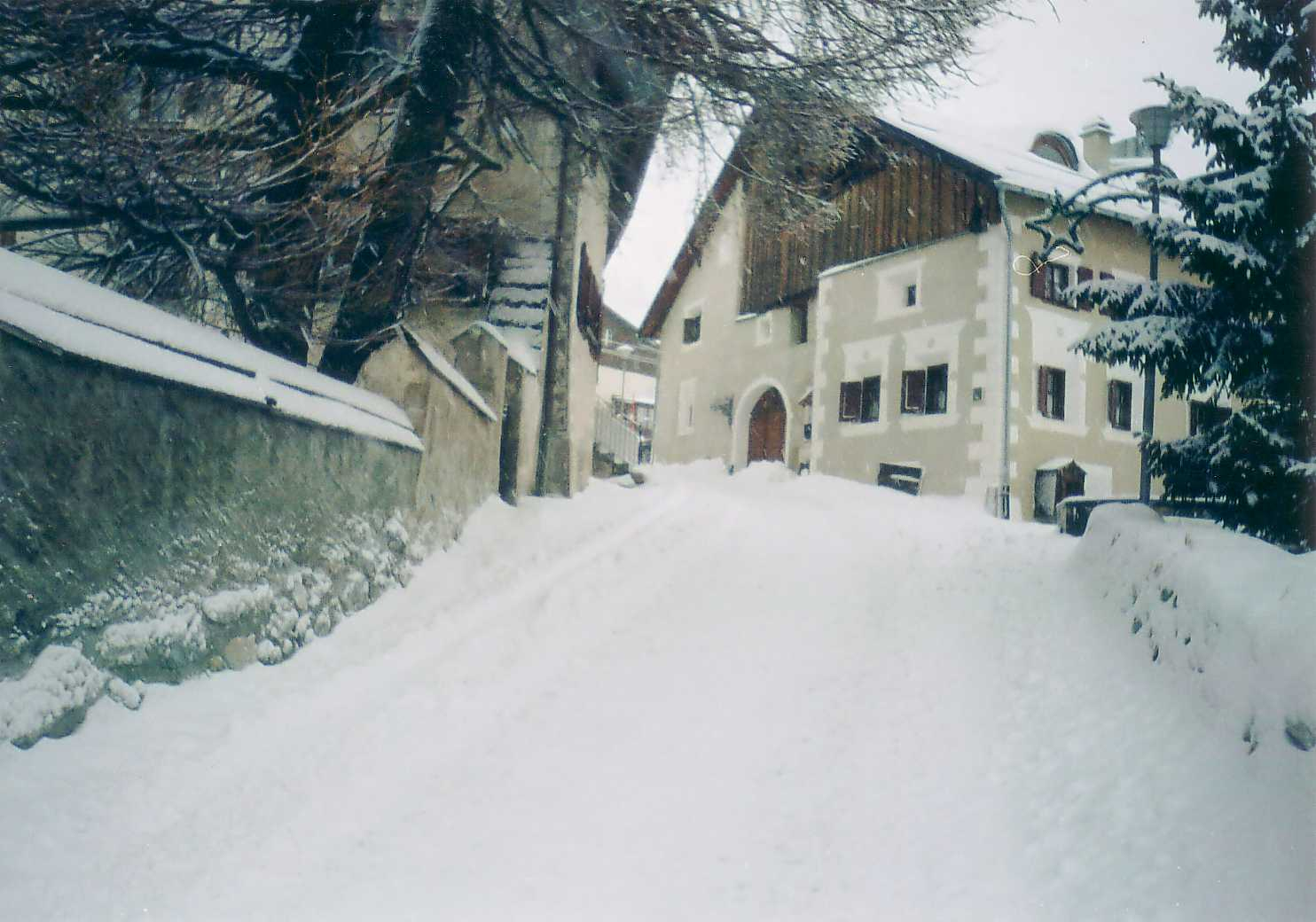
Madulain im Winter

Das Haufendorf liegt zwischen La Punt Chamues-ch und Zuoz ca. zehn Kilometer von St. Moritz entfernt am Ufer des Inn in der Landschaft La Plaiv. Mit nur etwa 200 Einwohnern ist es die kleinste Gemeinde des Oberengadin. Madulain gilt als eines der Dörfer mit dem besterhaltenen Ortskern des Oberengadin und zählt offiziell zu den schönsten Dörfern der Schweiz. Madulain zeichnet sich durch Ursprünglichkeit aus und gehört zum „anderen“ Engadin, das ruhiger als St. Moritz und dessen Umgebung ist. Oberhalb des Dorfes thront die Ruine der Burg Guardaval.
Etwa die Hälfte der Fläche der Gemeinde macht die Exklave Val Prünella aus. Die Alp Prünella, am unteren Ende der Val Prünella gelegen, liegt in Luftlinie etwa zehn Kilometer südlich vom Dorf Madulain. Sie ist via La Punt Chamues-ch und die landschaftlich interessante Val Chamuera zu erreichen. Die Alp ist ein Ziel für Wanderer und Mountainbiker, mit weiterführenden, anspruchsvollen Wegen Richtung Val da Fain und Berninapass.

## Geschichte

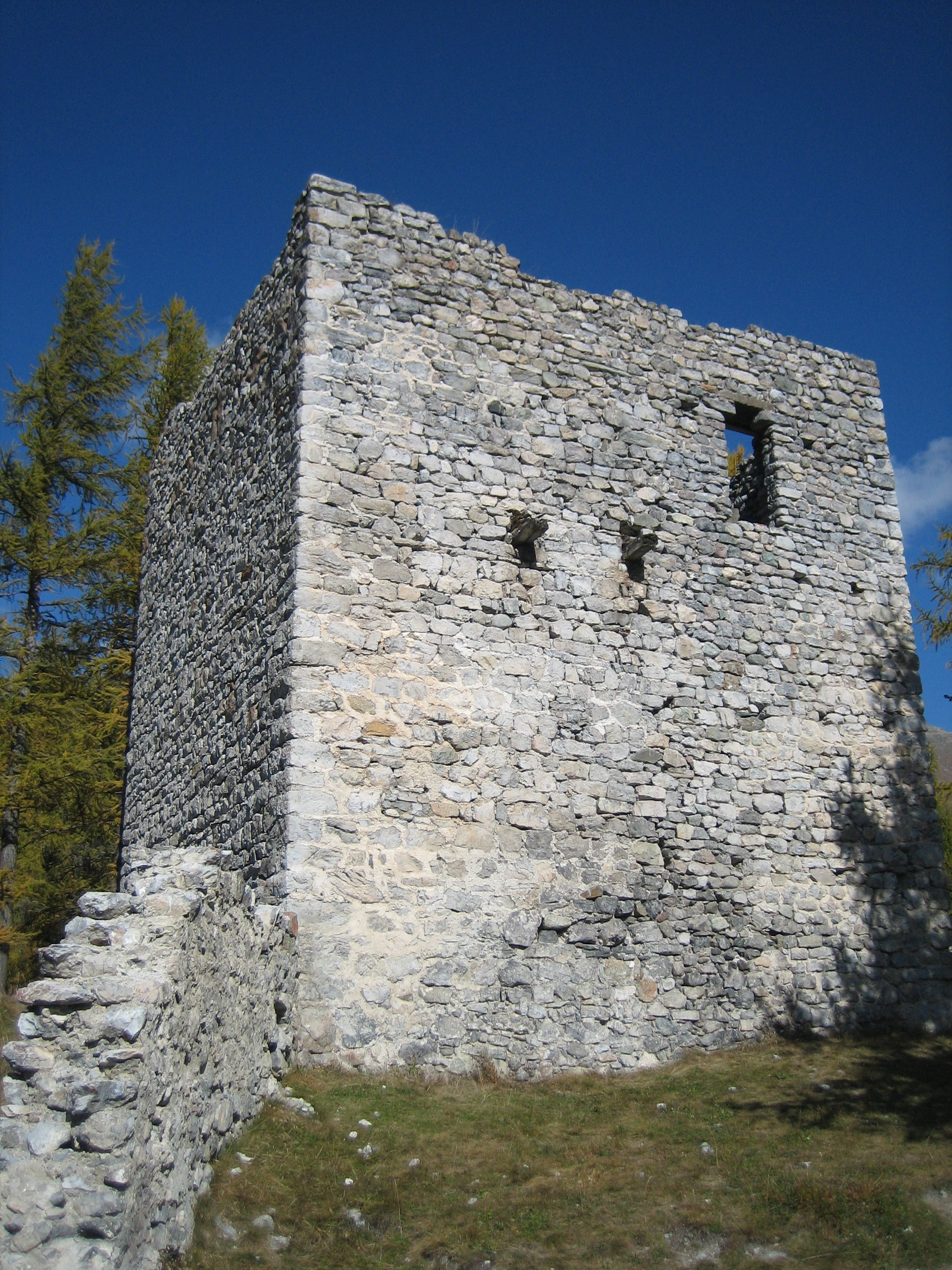
Ruine Guardaval

Luftbild von Werner Friedli, 1947

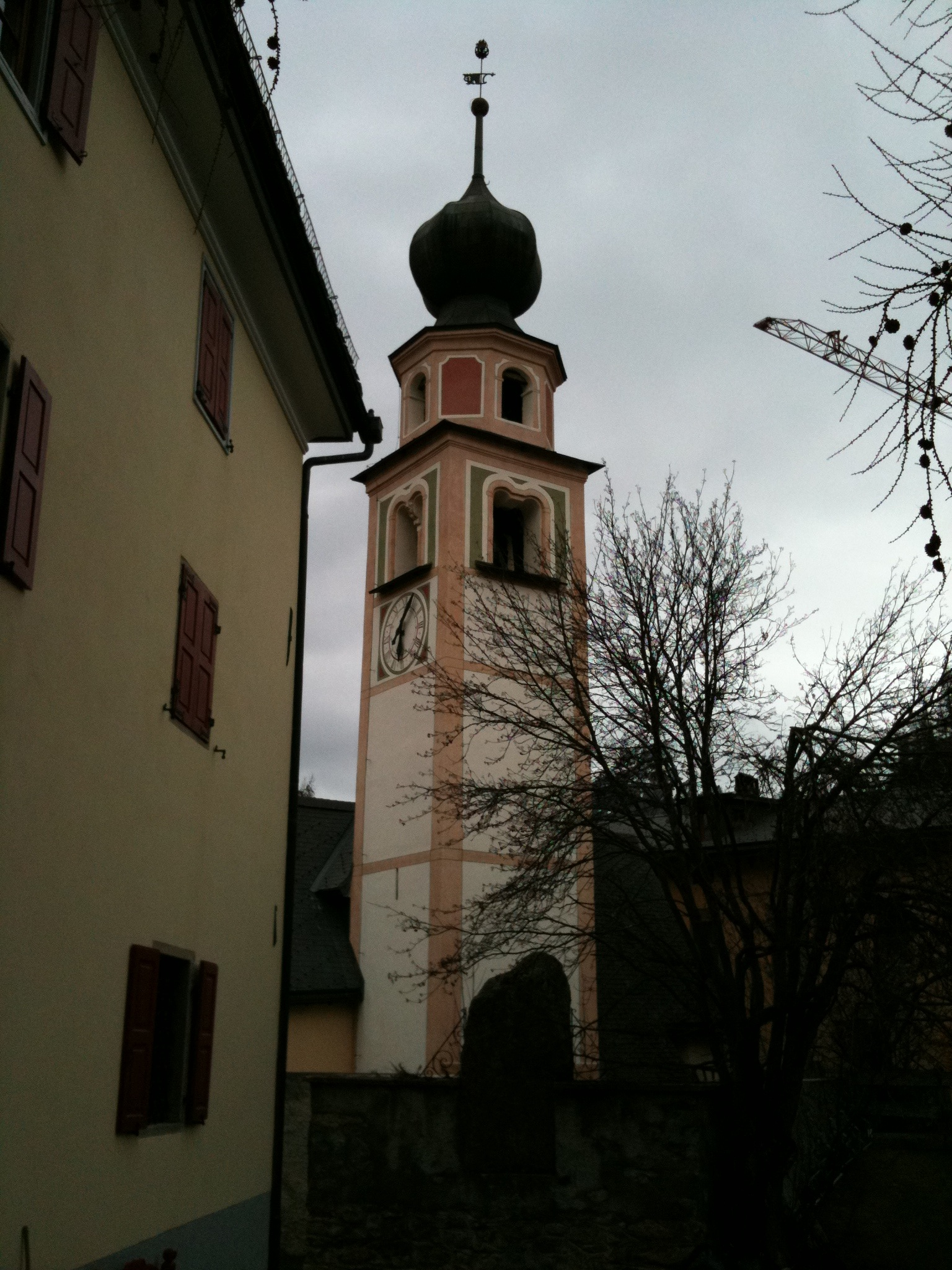
Kirche San Batrumieu

1137/39 wurde der Ort als Madulene erwähnt. Der Name deuted auf einstigen Bergbau hin. 1979 wurde eine späteisenzeitliche Eisenschlackendeponie entdeckt. Auf einem steilen Felsen über dem Dorf steht die Ruine der 1251 vom Churer Bischof Volkard von Neuburg erbauten Burg Guardaval, die 1377 Lehen der Familie Planta war. Die Burg war nie bewohnt und wurde bereits im 15. Jahrhundert aufgegeben. 1543 löste sich Madulain von Zuoz und wurde eine selbstständige Nachbarschaft. 1370 ist erstmals eine Kirche in Madulain erwähnt. Die spätgotische Dorfkirche wurde um 1510 erbaut, 1554 die Reformation eingeführt. An der Grenze zur Gemeinde Zuoz steht die abgegangene Kapelle San Batrumieu.
1906 entstand ein Elektrizitätswerk, ab 1970 wurden zahlreiche Zweitwohnungen errichtet. 2000 sprachen 22 Prozent der Bevölkerung rätoromanisch. 2005 bot der Zweite Sektor knapp die Hälfte der Arbeitsplätze, mehr als ein Viertel arbeitete im Ersten Sektor.

## Wappen
| Wappen von Madulain | Blasonierung: «In Schwarz eine pfahlweise gestellte silberne (weisse) Halbarte belegt mit einem silbernen Horn, dessen Schnur um den Schaft der Halbarte geschlungen ist» |
| Wappen von Madulain | Das Wappen verbildlicht den Namen der Burg Guardaval oberhalb des Dorfes.                                                                                                 |

## Bevölkerung
| Jahr      | 1806 | 1850 | 1900 | 1950 | 1980 | 2000 | 2005 | 2010 | 2012 | 2014 | 2020 |
| Einwohner | 93   | 63   | 54   | 77   | 94   | 180  | 116  | 194  | 234  | 232  | 206  |

### Sprachen
In Madulain wird von einer Minderheit Puter gesprochen, ein Engadiner Idiom des Rätoromanischen. Bis in die erste Hälfte des 19. Jahrhunderts war dies die Umgangssprache für alle Bewohner. Bereits früh kam es zu Sprachwechseln zum Deutschen. So gaben 1880 bloss noch 69 % Romanisch als Muttersprache an. Dieser Wert sank bis 1900 auf 55 %. 1910 war die Gemeinde gekippt; 36 Romanischsprachigen standen 47 Deutschsprachige gegenüber. In der Zwischenkriegszeit wechselte die Sprachmehrheit nochmals zurück (1941 50 % Romanischsprachige). Nach 1970 erfolgte der Sprachwechsel. Obschon sich 1990 noch 50,8 % und im Jahr 2000 43 % auf Romanisch verständigen können, spricht man auf der Gemeinde heute (meist) Deutsch.

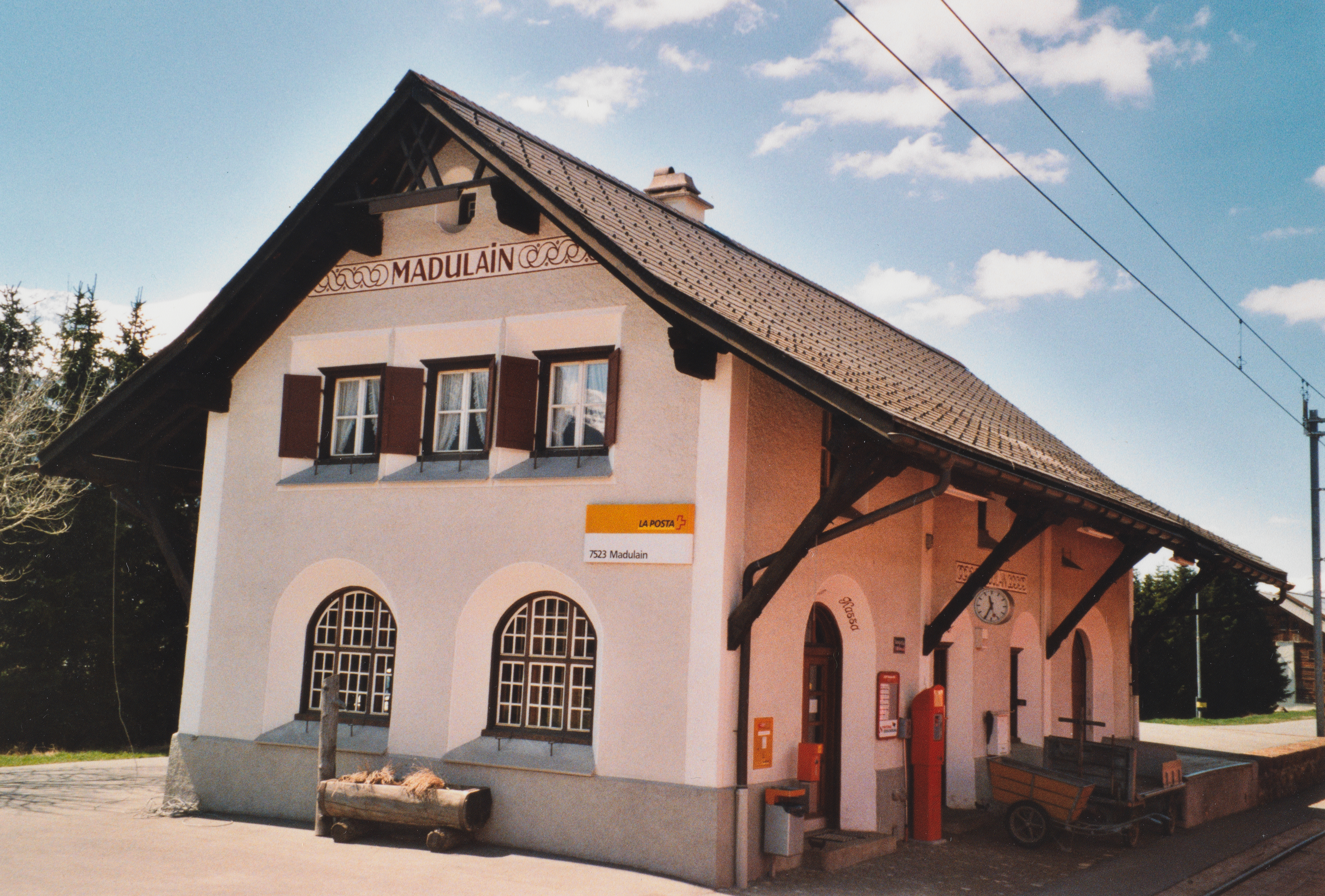
Bahnhof Madulain

| Sprachen      | Volkszählung 1980 | Volkszählung 1980 | Volkszählung 1990 | Volkszählung 1990 | Volkszählung 2000 | Volkszählung 2000 |
| Sprachen      | Anzahl            | Anteil            | Anzahl            | Anteil            | Anzahl            | Anteil            |
| ------------- | ----------------- | ----------------- | ----------------- | ----------------- | ----------------- | ----------------- |
| Deutsch       | 42                | 44,68 %           | 48                | 40,00 %           | 97                | 53,89 %           |
| Rätoromanisch | 35                | 37,23 %           | 33                | 27,50 %           | 40                | 22,22 %           |
| Italienisch   | 15                | 15,96 %           | 28                | 23,33 %           | 31                | 17,22 %           |
| Einwohner     | 94                | 100 %             | 120               | 100 %             | 180               | 100 %             |

### Herkunft und Nationalität
Von den Ende 2005 177 Bewohnern waren 138 (= 77,97 %) Schweizer Staatsangehörige.

## Verkehr
Madulain ist angeschlossen an die Bahnstrecke Bever–Scuol-Tarasp und an die Hauptstrasse 27. Am Bahnhof im Dorfzentrum von Madulain hält stündlich der Regionalzug Pontresina – Samedan – Zuoz – Zernez – Scuol-Tarasp sowie einzelne Kurse des beschleunigten RegioExpress St. Moritz – Landquart GR. Die Buslinie 7 von EngadinBus verkehrt halbstündlich von La Punt Chamues-ch über Zuoz abwechselnd nach Cinuos-chel-Brail oder zum Nationalpark. Diese Linie bedient Madulains einzige Bushaltestelle Madulain vih im Dorfzentrum.

## Sehenswürdigkeiten
Unter Denkmalschutz steht die kleine reformierte Dorfkirche.

## Persönlichkeiten
- Peter Conradin Romedi (1817–1899), Jurist, Unternehmer und Politiker
- Johann Albert Romedi (1819–1876), Ständerat